# Габріель Сібберн
Габріель на фото зліва.
Габрієль Сібберн, повне ім'я Луї Фредерік Габріель Сібберн (28 травня 1824, Копенгаген — 2 травня 1903, Гольменс) — данський філософ.
Його батько - відомий філософ Фредерік Крістіан Сібберн.

## Біографія
- Закінчив у 1842 році середню школу "Borgerdydskolen" (Борґрідсколен, Школа громадянської гідності, найновіша назва "Østre Borgerdyd Gymnasium[da]") у Копенгагені. Спочатку відвідував лекції з теології та філософії, але з 1848 р. повністю зосередився на філософії.
- 1849-50 рр. брав участь як рядовий у Першій Шлезвізькій війні.
- 1852 р. склав магістерський іспит з філософії, а наступного року опублікував свою дисертацію у вигляді книги в надії на можливість академічної кар'єри.
- Як син одного з професорів філософії, він також був серед можливих кандидатів на професорську посаду в 1850-х роках, але філософський факультет двічі відхилив його роботи, подані на захист докторської дисертації - доля, не виключено, пов'язана із загальними неприязними стосунками між двома професорами філософії, впливовим Р. Нільсеном і батьком Сібберна[da].
- 1858 рік - Сібберн написав роботу «Про гуманізм» (дан. "Om humanisme", Принцип гуманізму), де вперше термін «гуманізм» використовується у значенні певного погляду на життя.
- 1864 року, з подачі Георга Брандеса, він розпочав з ним співпрацю, яка вилилася у суперечку про віру і знання.
- У філософському плані Сібберн водночас зумів зберегти себе вільним від впливу як Серена К'єркегора, так і панівного на той час філософського спекулятивного методу та метафізики. Задовго до того, як Ганс Брьохнер[en] зробив свій внесок у дискусію, він сформулював атаку на дуалізм Р. Нільсена, спробу примирити віру і знання, виходячи з власного нерелігійного, гуманного, моністичного погляду на життя, який наголошує на врахуванні як індивідуального (людини), так і об'єктивних фактів (істини).
- Сібберн проповідує раціональну самоідентифікацію: людина повинна усвідомлювати розумне і не покладатися на авторитети: "Людина є найвищим сенсом земного буття... Саме життя є орієнтиром життя". Цей напад Габріель сформулював у розлогих нотатках до "Вступу до раціональної етики" Софуса Геґаарда[da] та "Логіки основних ідей і дуалістичної філософії" Р. Нільсена. Георг Брандес використав ці праці як зразки для своїх стилістично більш елегантних рецензій на згадані праці та у своїй дебютній книзі "Дуалізм і новітня філософія", так само як Сібберн, ймовірно, відповідальний за більшість філософських статей Брандеса, опублікованих під маркуванням "Gg" - "g" - це С, Габріель Сібберн.
- У 1866-67 роках він отримав муніципальну стипендію для навчання в Німеччині, Франції та Італії. Під час перебування в Парижі провів три місяці в майже щоденному контакті з філософом Брандесом, на якого звернув увагу Іпполіт Тейн. Втім, сам він більше цікавився П'єр Жане. Жане, так само, як Сібберн вчився в студії в A. L. C. D. de Tracy, P. J. G. Cabanis та G. Garnier.
- Повернувшись додому, він кілька років читав лекції з французької філософії та інших предметів з дозволу міністерства. Його дружба з Брандесом тривала до 1872 року, після чого вони розійшлися. Брандес, з його радикальною критикою релігії, витіснив Сібберна на задній план. Пропрацювавши кілька років викладачем філософії, Габріель Сібберн зрозумів, що не має можливості продовжувати навчання в університеті, тому подав заяву і отримав посаду окружного суперінтенданта копенгагенської служби допомоги бідним, яку займав до 1893 року.

## Роботи
- Книга «Про гуманізм» (дан. "Om humanisme", 1858).
- Книга «Стоїчна та епікурейська мораль. Філософсько-історичне порівняння» (дан. «Den Stoiske og Epikuræiske Moral. En Philosophisk-Historisk Sammenligning», 1853).
- Книга «Dialektisk Spøg af Harmonikos» (1860).
- Книга «Bevægelsens Betydning for det aandelige Liv. To Foredrag, etc» (1871).